# Берзиньш, Ансис Атаолс
Ансис Атаолс Берзиньш (латыш. Ansis Ataols Bērziņš; род. 23 мая 1975, Ленинград) — латвийский фольклорист и политический активист, тюремное заключение которого расценивается многими в Латвии как преследование за политические взгляды.

## Биография
Родился в семье поэта и переводчика Улдиса Берзиньша и учёного-китаиста Елены Стабуровой. С 1981 по 1992 год учился в Рижском Французском лицее (с 1981 по 1989 год он назывался 11-й Рижской средней школой имени Анри Барбюса). В 1996 году окончил физико-математический факультет Латвийского университета, в 2001 году получил там же степень магистра в области математики. Профессиональная деятельность была в основном связана с информационными технологиями (ИТ) и программированием.
У Берзиньша двое детей от первого брака, дочь от второго брака.

## Музыкальное творчество
16 сентября 1995 года была основана фольклорная капелла «Игроки Маскачки» («Maskačkas spēlmaņi»). В названии подчеркнут социальный характер группы: «Маскачка» (Московская улица, Московский форштадт) в Риге — пролетарский район, идеологически противостоящий официозному буржуазному обществу. Вклад капеллы в культурную жизнь Латвии — это сотни концертов, свадеб и других мероприятий, а также 5 изданных музыкальных альбомов. С трехлетия «Maskačkas spēlmaņi» отмечают круглые даты в традиционном славянском понимании: через три года, а не через 5. Большинство последних юбилеев отмечались танцевальными вечерами в Малой гильдии в Риге.
Своё 21-летие капелла отметила в Белоруссии, без своего руководителя, который к тому времени был объявлен в розыск. В рамках юбилея состоялся концерт-семинар в Полоцком университете и концерт-танцы в гостевом доме в Лепеле. В торжествах также приняли участие танцевальный фольклорный ансамбль «Dandari» ЛУ, семейный фольклорный ансамбль «Pulkelis» (Пaневежис, Литва) и фольклорный набор «Варган» (Полоцк, Беларусь).
В эмиграции Берзиньш опубликовал песни «Egleite» и «Песня изгнания», где исполнил партии на кокле, баяне, губной гармонике и скрипке, в свою очередь, партию на волынке исполнил белорусский фольклорист, руководитель ансамбля «Литвины» Владимир Бербёров.

## Политическая деятельность
В 2010 году Берзиньш принял участие в учреждении «Последней партии» и выдвигался кандидатом в депутаты на выборах Х Сейма по Латгальскому избирательному округу. Партия не преодолела 5 % барьер и не попала в Сейм. В 2011 году Берзиньш из партии исключен из-за расхождения во взглядах с другими учредителями. Его однопартийка Занда Слава объяснила, что «Берзиньш много что хотел сделать насильственно». Сам Ансис развод с партией объяснил её «прозападным снобизмом», который не совпадает с его «восточноевропейской сутью».

## Беспорядки 2009 года и их последствия
За участие массовых беспорядках в Старой Риге 13 января 2009 года Берзиньш был наказан условным лишением свободы на один год и восемь месяцев. Приговор был обжалован, однако Рижский окружной суд в феврале 2016 года отклонил жалобу Берзиньша на назначенное ему наказание, поэтому вступило в силу ранее принятое решение, предусматривавшее лишение свободы на один год и восемь месяцев, а не условный срок на то же время. В то же время сообщается, что приговор Берзиньшу был изменён на тюремное заключение за несоблюдение правил Государственной службы пробации, куда он не ходил отмечаться.

### Обоснованность судебного решения
На самом деле часть 6 статьи 55 Уголовного закона не предусматривает такой нормы: редакции, которые были в силе до 02.04.2014 года (на момент принятия решения суда первой инстанции 20 августа 2013 года) и до  31.12.2014 (на момент принятия решения суда второй инстанции 23 декабря 2014 года), предусматривает возможность обязать условно осужденного к какой-либо из следующих мер: возместить ущерб, не менять место жительства без согласия Службы пробации, принимать участие в программах службы, не посещать определённые места или в определённое время находиться по месту жительства.  16 октября 2014 года Сейм вообще отменил этот пункт Уголовного закона, но к Берзиньшу это уже не относилось, так как решение по его делу было вынесено до момента вступления изменений в силу (1 февраля 2015 года).
Даже если условно осужденному нужно было посещать Службу пробации и он этого не сделал, из этого не вытекает смена наказания на тюремное заключение, так как для этого должны быть очень серьёзные основания: осужденный должен представлять общественную опасность и это должно быть подтверждено. Поэтому судья суда Латгальского предместья В.Воронова пошла на нарушение закона, удовлетворив соответствующую просьбу Службы пробации.
Известные в обществе композитор Эдгар Шубровскис, рок-музыкант Арнис Рачинскис, видеохудожник Уна Розенбаума и писатель Янис Йоневс в ноябре 2016 года подготовили эмоциональное видео в поддержку осужденного. Они подчеркивали, что «суд присудил Берзиньшу реальное лишение свободы, в то время, как остальные обвиняемые по делу 13 января 2009 года отделались общественными работами, штрафами или условными наказаниями — даже те, что громил магазины и машины в Старой Риге».

### Международный розыск и депортация
Берзиньш  в 2016 году был объявлен в международный розыск. Версия об эмиграции вызывает сомнения, так как Берзиньш официально поехал в Чехию на научную практику, в Либерецкий Технический университет, где написал докторскую диссертацию по математической лингвистике. 31 марта 2017 года в соответствии с латвийским ордером был арестован. В феврале 2018 года был жестоко избит в следственном изоляторе в Чехии.
Мать Берзиньша просила общественной поддержки для сына, так как «в тюрьмах Литомержице и Либереца ему были созданы невыносимые условия, и при помощи судьи Лукаша Корпаса против него начато новое уголовное дело. Издевательство над моим сыном особенно усилилось после того, как Ансис в письме к министру юстиции Чехии Пеликану обвинил начальника тюрьмы во лжи и возможной коррупции. Ансиса из Либереца перевезли обратно в Литомержице, где переодели в тюремную одежду, начали везде за пределами камеры водить в наручниках, ругали, поместили в камеру, куда дневной свет практически не проникает, но туалетная зона открыта охранникам для визуального контроля». Елена Стабурова считает, что решения чешской прокуратуры и судей были направлены против Ансиса и иногда шли в противоречие с конституцией Чехии. Ему отказали в предоставлении политического убежища; отказали в освобождении от ареста под гарантию невыезда из страны и взнос в тридцать тысяч евро.
В конце концов мать Берзиньша объявила, что её сына избивали и несколько раз, причём впервые это произошло на её глазах. По просьбе адвоката Берзиньш был переведен в другую тюрьму в городе Теплице. Там врач выписал ему костыли, но лечение не было начато, потому что у Берзиньша не было медицинской страховки. Это письмо матери подтвердил адвокат Берзиньша Янис Муцениекс.
В марте 2018 года Берзиньша депортировали в Латвию.

### Помилование
Вскоре после возвращения Берзиньш подал прошение о помиловании президенту Раймонду Вейонису, так как адвокат Берзиньша считает, что тюремное заключение в Чехии превышает любые пропорциональные меры наказания за его проступок.
В марте 2018 года к президенту с просьбой о помиловании также обратился депутат Сейма Илмарс Латковскис, обосновывавший это 4 статьей закона «О помиловании».
Прошение о помиловании Вейонис отклонил в марте и затем вторично в сентябре 2018 года, что вызвало недоумение общественности.
10 декабря 2019 года новоизбранный президент Левитс помиловал Берзиньша и снял с него судимость, тогда как в ноябре того же года осужденный уже отбыл полный назначенный ему срок тюремного заключения. До этого Берзиньш ходатайствовал о досрочном освобождении, но суд Латгальского предместья Риги отказал в ходатайстве, оставив приговор по делу Берзиньша без изменений. 24 октября 2019 года Конституционный суд Латвии признал обоснованным иск Берзиньша, оспорившего запрет на использование в заключении портативной вычислительной машинки, необходимой ему для подготовки диссертации. Суд счел пункт 40 правил Кабинета министров №423 от 30 мая 2006 года "О правилах внутреннего распорядка мест заключения" не соответствующими статье 112 Конституции, поскольку они разрешают заключенным использовать с разрешения администрации радиоприемники, телевизоры, видеоигры и персональные холодильники для продуктов, однако не предусматривают возможности использовать вспомогательные средства для продолжения образования. Право на образование гарантирует Конституция.